# ولسوالی گیلان
ولسوالی گیلان یکی از ۱۹ ولسوالی ولایت غزنی، به مرکزیت شهرک جنډه در جنوب خاوری افغانستان است. گیلان از ولسوالی‌های درجه دوم ولایت غزنی بوده، ۸۹۹ کیلومترمربع مساحت دارد و جمعیت آن در سال۱۴۰۱ حدود۱۳۴۸۵۰ نفر می‌باشد.

## جغرافیا
در جنوب ولسوالی گیلان، ولسوالی ناوه، در جنوب غرب آن ولایت زابل، در شرق آن ولایت پکتیکا، در شمال شرق آن ولسوالی مقر، در شمال غرب آن ولسوالی جاغوری قرار دارد. باشندگان این ولسوالی به‌ترتیب پشتون‌ها، تاجیک‌ها و هزاه‌ها می‌باشند.
| ژ                                                   | ف       | م        | آ        | م        | ژ        | ژ        | آ        | س         | اُ        | ن         | د        |
| ۶۸ ۶ ۷−                                             | ۸۰ ۸ ۶− | ۲۲۵ ۲۳ ۱ | ۳۶۵ ۳۳ ۸ | ۶۲ ۴۲ ۱۳ | ۳۸ ۴۶ ۱۷ | ۳۱ ۴۵ ۲۰ | ۸۰ ۴۴ ۱۷ | ۱۸۲ ۴۱ ۱۴ | ۲۶۷ ۳۳ ۷ | ۱۹۴ ۲۳ ۱− | ۶۴ ۱۰ ۵− |
| میانگین بالاترین و پایین‌ترین دما به مقیاس سانتیگراد |         |          |          |          |          |          |          |           |          |           |          |
| بارندگی به مقیاس میلی‌متر                            |         |          |          |          |          |          |          |           |          |           |          |
| منبع: Climate-Data.org                              |         |          |          |          |          |          |          |           |          |           |          |

| مقیاس فارنهایت و اینچ                              | مقیاس فارنهایت و اینچ | مقیاس فارنهایت و اینچ | مقیاس فارنهایت و اینچ | مقیاس فارنهایت و اینچ | مقیاس فارنهایت و اینچ | مقیاس فارنهایت و اینچ | مقیاس فارنهایت و اینچ | مقیاس فارنهایت و اینچ | مقیاس فارنهایت و اینچ | مقیاس فارنهایت و اینچ | مقیاس فارنهایت و اینچ |
| -------------------------------------------------- | --------------------- | --------------------- | --------------------- | --------------------- | --------------------- | --------------------- | --------------------- | --------------------- | --------------------- | --------------------- | --------------------- |
| ژ                                                  | ف                     | م                     | آ                     | م                     | ژ                     | ژ                     | آ                     | س                     | اُ                     | ن                     | د                     |
| ۲٫۷ ۴۳۱۹                                           | ۳٫۱ ۴۶۲۱              | ۸٫۹ ۷۳۳۴              | ۱۴ ۹۱۴۶               | ۲٫۴ ۱۰۸۵۵             | ۱٫۵ ۱۱۵۶۳             | ۱٫۲ ۱۱۳۶۸             | ۳٫۱ ۱۱۱۶۳             | ۷٫۲ ۱۰۶۵۷             | ۱۱ ۹۱۴۵               | ۷٫۶ ۷۳۳۰              | ۲٫۵ ۵۰۲۳              |
| میانگین بالاترین و پایین‌ترین دما به مقیاس فارنهایت |                       |                       |                       |                       |                       |                       |                       |                       |                       |                       |                       |
| بارندگی به مقیاس اینچ                              |                       |                       |                       |                       |                       |                       |                       |                       |                       |                       |                       |

| ژ                                                   | ف       | م        | آ        | م        | ژ        | ژ        | آ        | س         | اُ        | ن         | د        |
| ۶۸ ۶ ۷−                                             | ۸۰ ۸ ۶− | ۲۲۵ ۲۳ ۱ | ۳۶۵ ۳۳ ۸ | ۶۲ ۴۲ ۱۳ | ۳۸ ۴۶ ۱۷ | ۳۱ ۴۵ ۲۰ | ۸۰ ۴۴ ۱۷ | ۱۸۲ ۴۱ ۱۴ | ۲۶۷ ۳۳ ۷ | ۱۹۴ ۲۳ ۱− | ۶۴ ۱۰ ۵− |
| میانگین بالاترین و پایین‌ترین دما به مقیاس سانتیگراد |         |          |          |          |          |          |          |           |          |           |          |
| بارندگی به مقیاس میلی‌متر                            |         |          |          |          |          |          |          |           |          |           |          |
| منبع: Climate-Data.org                              |         |          |          |          |          |          |          |           |          |           |          |

| مقیاس فارنهایت و اینچ                              | مقیاس فارنهایت و اینچ | مقیاس فارنهایت و اینچ | مقیاس فارنهایت و اینچ | مقیاس فارنهایت و اینچ | مقیاس فارنهایت و اینچ | مقیاس فارنهایت و اینچ | مقیاس فارنهایت و اینچ | مقیاس فارنهایت و اینچ | مقیاس فارنهایت و اینچ | مقیاس فارنهایت و اینچ | مقیاس فارنهایت و اینچ |
| -------------------------------------------------- | --------------------- | --------------------- | --------------------- | --------------------- | --------------------- | --------------------- | --------------------- | --------------------- | --------------------- | --------------------- | --------------------- |
| ژ                                                  | ف                     | م                     | آ                     | م                     | ژ                     | ژ                     | آ                     | س                     | اُ                     | ن                     | د                     |
| ۲٫۷ ۴۳۱۹                                           | ۳٫۱ ۴۶۲۱              | ۸٫۹ ۷۳۳۴              | ۱۴ ۹۱۴۶               | ۲٫۴ ۱۰۸۵۵             | ۱٫۵ ۱۱۵۶۳             | ۱٫۲ ۱۱۳۶۸             | ۳٫۱ ۱۱۱۶۳             | ۷٫۲ ۱۰۶۵۷             | ۱۱ ۹۱۴۵               | ۷٫۶ ۷۳۳۰              | ۲٫۵ ۵۰۲۳              |
| میانگین بالاترین و پایین‌ترین دما به مقیاس فارنهایت |                       |                       |                       |                       |                       |                       |                       |                       |                       |                       |                       |
| بارندگی به مقیاس اینچ                              |                       |                       |                       |                       |                       |                       |                       |                       |                       |                       |                       |